# Елективна операција
Елективна операција, елективна процедура операција на чекању (од латинског лат. eligere, одабрати) или хладна операција је хируршка операција која је заказана унапред јер не подразумева хитно стање.
Семи-елективна или одложена операција је операција која мора да се изведе да би се сачувао пацијентов живот, али не мора да се изведе одмах. За разлику од елективних, оне могу бити одложене операције или операције другог реда хитности, које могу да чекају док стање пацијента не буде стабилно, али начелно морају да се обаве истог дана у року од 2-4 часа у циљу спашавања живота или удова или најкасније наредног дана унутар 24 часа, а хитне (ургентне, непосредне) операције су операције су операције првог реда хитности које морају да се спроведу без одлагања у најкраћем могућем времену (златном стандарду) јер уколико се операција не спроведе одмах, ризикује се трајни инвалидитет или смртни исход.

## Типови елективних операција
Већина операција које се изводе из медицинских разлога су елективне, у смислу да се термин планира тако да одговара хирургу, болници и пацијенту. У ове операције спадају операција препонске киле, катаракте, мастектомија услед рака дојке, као и пресађивање бубрега од стране живог донора.
У елективне операције спадају и све необавезне операције које се спроводе из немедицинских разлога. Пластична хирургија, као што је фејслифт или уграђивање грудних импланата су операције које се обично изводе да би се поправио субјективни осећај о физичком изгледу пацијента. Ласерска корекција вида може бити елективна, у ком случају пацијент вага ризике процедуре у односу на очекивани пораст квалитета живота. Ласерска корекција вида је тренутно најчешће спровођена елективна операција у Сједињеним Државама.

## Припрема
Квалитетна и свеобухватна преоперативна припрема и стабилизација метаболизма угљених хидрата и крвне слике може да смањи време проведено у болници током опоравка.

## Ургентност
Када се стање пацијента погоршава, али још није дошло до стања „праве” хитности, хирурзи користе израз семи-елективна операција: неопходно је реаговати, али се не очекује да би одлагање утицало на исход операције.
Код пацијената који пате од више медицинских стања, проблеми који изискују семи-елективне операције могу да се одложе док се хитна стања не реше а пацијент постане медицински стабилан. На пример, кад год је могуће, трудна жена обично одлаже све елективне и семи-елективне операције до након порођаја. У неким ситуацијама, хитно неопходна операција се може одложити на кратко да би се обавила још хитнија процедура. У другим ситуацијама, хитна операција се изводи у начелу након спроведене реанимације, што не искључује да се операција спроводи истовремено са напорима да се пацијент реанимира ако то захтева природа болести.
Семи-елективне операције се обично заказују у временском оквиру који је у складу са стањем пацијента и природом болести. На пример, уклањање тумора се обично заказује као семи-елективна операција која се спроводи у року од одређеног броја дана или недеља.
Одложене минималне интервентне операције трећег реда хитности, обично се спроводе након 4 часа од дијагнозе. Ако постоје услови операције се спроводе и као хитна чим је хирург доступан.
Многе операције могу да се спроводе било као елективне било као хитне, зависно од стања пацијента. Нагло погоршање стања жучне кесе може да изискује хитно уклањање жучне кесе, али се ова операција чешће планира и заказује унапред. Операција слепог црева се сматра хитном операцијом, али у зависности од тога колико је рано дијагноза начињена, пацијент понекад има више времена пре него што се ризикује пуцање слепог црева или ширење инфекције.
Одређивање ургентности према принципима START тријаже 
| ЦРВЕНИ | категорија | Непосредна интервенција | - Иако им је угрожен живот, ова категорија повређених има добру прогнозу - Пружити им правовремену помоћ на месту повређивања. - Захтевају минимално време и опрему за збрињавање - Изузетак могу бити особе са повредом главе (које не реагују на бол) и опечени (са обимним и дубоким опекотинама)                                     |
| ЖУТИ   | категорија | Одложена интервенција   | - Повређени су довољно стабилни да не захтевају неодложно збрињавање у циљу спашавања живота или екстремитета - Ова категорија повређених може чекати хируршку или медицинску интервенцију 2–4 сата |
| ЗЕЛЕНИ | категорија | Минимална интервенција  | - Лакше повређени који могу чекати хируршко или медицинско збрињавање дуже од 4 сата - Ако постоје слободни ресурси, особе са повредом главе и трупа могу се разврстати у црвену тријажну категорију |
| ЦРНИ   | категорија | На чекању               | - Мртве особе - Особе које још показују знаке живота - Повређени су са великим бројем тешких повреда - Мала шанса за преживљавање - Чекају да се збрину повређени са бољом прогнозом - Обезбедити повољно окружење повређеном за време чекања на крајњи исход - Одлуку о формирању ове категорије доноси најискуснији здравствени радник |